# Comuna Aluniș, Prahova
Aluniș (în trecut, Strâmbeni) este o comună în județul Prahova, Muntenia, România, formată din satele Aluniș (reședința) și Ostrovu.

## Așezare
Comuna se află în valea râului Aluniș, un afluent al Bertei. Este traversată de șoseaua județeană DJ214 care o leagă spre vest de Brebu și Câmpina și spre est de Vărbilău.

## Demografie
Componența etnică a comunei Aluniș
     Români (94,54%)
     Romi (1,97%)
     Alte etnii (0%)
     Necunoscută (3,49%)
Componența confesională a comunei Aluniș
     Ortodocși (96,03%)
     Alte religii (0,24%)
     Necunoscută (3,73%)
Conform recensământului efectuat în 2021, populația comunei Aluniș se ridică la 3.351 de locuitori, în scădere față de recensământul anterior din 2011, când fuseseră înregistrați 3.661 de locuitori. Majoritatea locuitorilor sunt români (94,54%), cu o minoritate de romi (1,97%), iar pentru 3,49% nu se cunoaște apartenența etnică. Din punct de vedere confesional, majoritatea locuitorilor sunt ortodocși (96,03%), iar pentru 3,73% nu se cunoaște apartenența confesională.

## Politică și administrație
Comuna Aluniș este administrată de un primar și un consiliu local compus din 11 consilieri. Primarul, Iulian Cristian Bâgiu[*], de la Partidul Social Democrat, este în funcție din 2008. Începând cu alegerile locale din 2024, consiliul local are următoarea componență pe partide politice:
|  | Partid                          | Consilieri | Componența Consiliului | Componența Consiliului | Componența Consiliului | Componența Consiliului | Componența Consiliului |
|  | ------------------------------- | ---------- | ---------------------- | ---------------------- | ---------------------- | ---------------------- | ---------------------- |
|  | Partidul Social Democrat        | 5          |                        |                        |                        |                        |                        |
|  | Uniunea Salvați România         | 3          |                        |                        |                        |                        |                        |
|  | Alianța pentru Unirea Românilor | 2          |                        |                        |                        |                        |                        |
|  | Partidul Național Liberal       | 1          |                        |                        |                        |                        |                        |

## Istorie
În trecut, a făcut parte din fostul județ Săcuieni (Saac). Atestată documentar cu numele de Strâmbeni la 1631, comuna era formată în 1902 din satele Strâmbeni și Alunișul, având în total 1220 de locuitori, dintre care la 1864 unii au fost împroprietăriți cu un total de 1128 ha de pe moșia Rariței Eliad Bărcănescu. Ea făcea parte din plaiul Vărbilău al județului Prahova.
În 1925, comuna Strâmbeni avea 2625 de locuitori și avea în compunere aceleași două sate, făcând parte din aceeași plasă Vărbilău.
În 1941, Aluniș era o comună în plasa Slănic, formată din 757 de case, cu 3183 de locuitori.
În 1950, la reorganizarea administrativă, a fost arondată raionului Teleajen din regiunea Prahova și apoi (după 1952) din regiunea Ploiești. Satul Strâmbeni a căpătat în 1964 denumirea de Ostrovu, comuna fiind deja denumită Aluniș, după noua reședință. În 1968, comuna a revenit, în componența actuală, la județul Prahova, reînființat.

## Monumente istorice
Nouă obiective din comuna Aluniș sunt incluse în lista monumentelor istorice din județul Prahova ca monumente de interes local, toate clasificate ca monumente de arhitectură. În satul Aluniș, se află casa Dumitru Popa (sfârșitul secolului al XIX-lea); casa Ion Vișan (începutul secolului al XX-lea); o prăvălie și cârciumă (sfârșitul secolului al XIX-lea) și salonul de dans Anghel Nicolae (1920). În satul Ostrovu, se află casa Maria Bătănoiu (1910); casa Mihai Trandafir (începutul secolului al XIX-lea); casa Mihai Petrache (sfârșitul secolului al XIX-lea); casa Ioana D. Crăciun (începutul secolului al XX-lea); și casa Constantin Savu (începutul secolului al XX-lea).

## Stemă

### Descriere
Stema comunei Aluniș, potrivit anexei nr. 1.2 din Hotărârea de Guvern numărul 1891/2004, publicată în Monitorul Oficial al României numărul 1077 din 16 noiembrie 2004, se compune dintr-un scut triunghiular cu marginile rotunjite. Pe fond de azur se află trei crenguțe de alun înfrunzite, cu câte trei frunze și trei alune, toate de argint, dispuse doi cu unu. Scutul este trimbrat de o coroană murală de argint, cu un turn crenelat.

### Semnificație
Compoziția face referire la denumirea localității. Coroana murală cu un turn crenelat semnifică faptul că localitatea are rangul de comună.